# 安多尔·利林塔尔
安多尔·利林塔尔（Andor Lilienthal，1911年5月5日—2010年5月8日），匈牙利与苏联的国际象棋棋手、特级大师。
利林塔尔出生于莫斯科，两岁时赴匈牙利定居。他曾代表匈牙利参加过三次国际象棋奥林匹克（1933年、1935年、1937年），于1933年、1935年两次获个人金牌，并于1937年带领匈牙利队获团体银牌。
林利塔尔于1935年赴苏联定居，1939年成为苏联公民。他曾八次参加苏联国际象棋全国锦标赛，并于1940年获并列第一。.
1976年，林利塔尔返回匈牙利。 他于2010年去世，终年99岁。在他去世时，他是世界上最年长的国际象棋特级大师，也是1950年首批获国际棋联特级大师头衔的棋手中最后一位离世的。